# Memorias de una geisha (película)
Memorias de una geisha (título original en inglés: Memoirs of a Geisha) es una película de drama y romance estadounidense ganadora del Premio de la Academia y del Grammy, adaptada de la novela del mismo nombre, producida por Steven Spielberg y dirigida por Rob Marshall. Fue estrenada en Estados Unidos el 9 de diciembre de 2005 por Columbia Pictures, DreamWorks y Spyglass Entertainment. Es una producción de Red Wagon Entertainment y Amblin Entertainment y está protagonizada por Zhang Ziyi, Ken Watanabe, Gong Li, Michelle Yeoh, Randall Duk Kim, Youki Kudoh y Suzuka Ohgo. Ohgo interpreta el papel de la niña Sayuri en la película, que fue filmada en California y en distintas localizaciones de Kioto, incluyendo el Kiyomizu-dera y en Fushimi Inari-taisha.
La película fue lanzada a críticas mixtas de críticos occidentales y tuvo un éxito moderado en la taquilla. También fue nominada y ganó numerosos premios, incluidas nominaciones para seis Premios Óscar, y finalmente ganó tres: a Mejor fotografía, Mejor dirección de arte y Mejor diseño de vestuario. La actuación, los efectos visuales, los escenarios, el vestuario y la música de John Williams fueron elogiados, pero la película fue criticada por considerar a las actrices chinas como mujeres japonesas y por su estilo sobre el enfoque de la sustancia. El lanzamiento japonés de la película se tituló Sayuri, el nombre de geisha del personaje principal.

## Argumento
La protagonista, Chiyo, y su hermana mayor, Satsu, viven en un pueblo a las orillas del mar del Japón, Yoroido. Son conducidas a Gion por un hombre llamado señor Bekku. Presentadas juntas en la entrada de una okiya (una casa para las geishas), Satsu es rechazada y derivada a un burdel, mientras Chiyo es conservada en la casa.
Chiyo se hace amiga de Pumpkin, una muchacha que lleva allí unos meses más que ella. Después de varios años, Pumpkin se convierte en la hermana menor de Hatsumomo y gracias a ello, Hatsumomo le prohíbe hablar con Chiyo. Pero la razón por la cual se lo prohíbe es que argumenta que ahora Chiyo también es geisha.
Debido a sus inusuales ojos, de color azul grisáceo, Chiyo va a convertirse en geisha, a pesar de la rivalidad de Hatsumomo, la única geisha actual de la okiya Nitta. La arrogante Hatsumomo advierte el potencial de Chiyo, ya que representa una posible competencia. Chiyo queda reducida al papel de sirvienta de la okiya, por intentar escapar con su hermana Satsu, perdiendo sus posibilidades de convertirse en geisha a causa de las maquinaciones de Hatsumomo.
Su breve encuentro con el próspero y benevolente señor Presidente consigue cambiar su suerte. Chiyo consigue llamar la atención de la geisha con más éxito en Gion, Mameha, a la que Hatsumomo desprecia porque la supera en cada aspecto y a la que no puede vencer, porque Mameha ha obtenido su independencia como geisha, mientras que Hatsumomo aún no.
Mameha adopta a Chiyo como maiko (aprendiz de geisha) y la prepara para competir contra Hatsumomo (Chiyo piensa que Mameha sólo quiere usarla para vengarse de Hatsumono, pero al final se entera de que lo hace por recomendación del Presidente). Cuando Chiyo inicia su aprendizaje junto a Mameha recibe un nuevo nombre: Sayuri, que no tiene nada que ver con Mameha, porque generalmente una geisha trata de tener un nombre con alguna sílaba de su hermana mayor, como por ejemplo, Pumpkin adopta el nombre de Hatsumiyo, por Hatsumomo. Sin embargo, no se hace así pues el vidente de Mameha consideró poco propicios los nombres con los caracteres de ella. En el caso de Pumpkin, aunque su nombre sí tenía el prefijo "Hatsu", no importó pues todo el mundo siguió llamándola Pumpkin. Sayuri y Mameha acaban completamente con la reputación de Hatsumomo, que es expulsada de la okiya. 
Una vez que vende su mizuage (virginidad), Sayuri no es sólo una geisha con éxito, consigue pagar todas las deudas que tenía con la okiya de Nitta y es adoptada por el ama de la okiya. El inicio de la Segunda Guerra Mundial, un tema que aparece reflejado en las crecientes referencias a los militares japoneses, supone un nuevo reto para la heroína. De pronto, sus logros se vuelven irrelevantes y su belleza física queda devaluada debido al trabajo manual y la carencia de alimentos. Su vida de lujos cambia y es sustituida por duras condiciones y trabajo físico.
Durante su período como geisha antes de la guerra, vuelve a encontrarse con el señor Presidente, pero no consigue acercarse a él tanto como quiere. En cambio, las circunstancias la empujan a unirse a Nobu, el mejor amigo del Presidente. Es Nobu quien salva a Sayuri de la dureza de la guerra hasta que Gion pueda recuperar su antiguo esplendor, bajo la condición de que le permita después ser su danna, cosa que ella acepta a pesar de ser el presidente el hombre que ella desea.
No es hasta que se encuentra en una situación indeseable cuando el deseo de Sayuri de estar junto al señor Presidente la libera y ella sale en busca de su propio destino. Es entonces cuando el señor Presidente la saca de la okiya para que sea su danna (amante).

## Reparto
- Zhang Ziyi como Chiyo Sakamoto/Sayuri Nitta
  - Suzuka Ohgo como Chiyo Sakamoto de joven
  - Shizuko Hoshi como Sayuri Nitta de mayor (narración)
- Ken Watanabe como Presidente Ken Iwamura
- Michelle Yeoh como Mameha
- Gong Li como Hatsumomo
- Kōji Yakusho como Nobu
- Kaori Momoi como Okaasan "Madre" Nitta
- Youki Kudoh como Pumpkin (Calabaza)
  - Zoe Weizenbaum como Pumpkin de joven
- Samantha Futerman como Satsu Sakamoto
- Mako como el señor Sakamoto
- Elizabeth Sung como la señora Sakamoto
- Kotoko Kawamura como la abuela Nitta
- Tsai Chin como Tía
- Cary-Hiroyuki Tagawa como Barón
- Randall Duk Kim como Dr. Crab.
- Kenneth Tsang como el general
- Eugenia Yuan como Korin
- Karl Yune como Koichi
- Ted Levine como el coronel Derricks
- Paul Adelstein como el teniente Hutchins

## Controversia sobre el reparto
Algunos de los personajes centrales en la película no son interpretados por actrices japonesas, notablemente, la versión adulta del papel principal es interpretada por una actriz china, lo que inició una controversia.
La actriz coreano-canadiense Sandra Oh aboga por las actuaciones inter-asiáticas. En un artículo de la revista Bust Magazine, defendió sus roles como personajes de ascendencia japonesa (e.g. Rick) y china señalando comportamientos similares de actores blancos que interpretan papeles europeos:

"Ralph Fiennes puede interpretar a un inglés, alemán, polaco o judío. Puede interpretar lo que sea y nadie lo cuestiona. Es un hombre guapo y de apariencia caucásica. Por tanto, para audiencias norteamericanas, Europa se ve así. Europa no se ve así. Pero esa es la imagen que nos han dado por 60 años, así que lo aceptamos. Pero con lo que tengo problemas es cuando la gente me pone límites. Sólo pienso: 'Dame un respiro. No tienes idea de lo que soy'. Porque cuando conoces a alguien, nunca dices: 'Conocía a Joe Schmoe, y es irlando-francés'. Pero siempre debe haber un cuantificador o cualificador cuando se trata de mí."

Roger Ebert también señaló que la película fue hecha por una compañía japonesa, y que Gong Li y Zhang Ziyi recaudaron más que cualquier actriz aún en Japón.
En China, haber seleccionado actores de ascendencia china causó tensión en la comunidad china de Internet, dado que algunos usuarios estaban inconformes debido a un sentimiento nacionalista, especialmente porque algunos confundieron geisha por prostituta. Una profesión similar a la de la geisha existía también en la China imperial, cuyo trabajo era entretener a los invitados con sus talentos en música, Go, caligrafía, pintura y otras artes. Sin embargo, no disfrutaban del mismos estatus que las geishas de Japón. Esto fue exacerbado por la palabra geiko, un nombre japonés para geisha usado en la región de Kinki, que incluye a Kioto. El segundo carácter se puede entender como "prostituta", aunque de hecho tiene un significado totalmente diferente.

## Producción

### Preproducción
Las tres actrices principales (Zhang Ziyi, Gong Li y Michelle Yeoh) tuvieron que pasar por un "campo de entrenamiento de geishas" antes de que comenzara la producción, durante la cual fueron entrenadas en prácticas tradicionales de geisha como música, baile y ceremonia del té japonesa.

### Producción
La producción del filme tuvo lugar del 19 de septiembre de 2004 al 31 de enero de 2005. Fue decidido por los productores que el Japón contemporáneo se veía demasiado moderno para filmar una historia que occuría en la década de los 20 y los 30 del siglo XX y que sería más conveniente crear sets para la película en estudios y locaciones en los Estados Unidos, primordialmente en California. La mayoría de la película fue filmada en un gran set construido en un rancho en Thousand Oaks, California, que era una recreación detallada de un distrito de geishas en Kioto, Japón. La mayoría de las escenas en interiores fueron filmadas en Culver City, California, en los Estudios Sony Pictures. Otras locaciones en California incluyeron San Francisco, Moss Beach, Descanso Gardens en La Cañada Flintridge, Sacramento, Yamashiro's Restaurant en Hollywood, los jardines japoneses, la librería y jardines Huntington en San Marino y el Centro de Los Ángeles, en el Teatro Belasco en Hill Street. Hacia el final de la producción, algunas escenas fueron filmadas en Kioto, Japón.

### Posproducción
En posproducción una de las tareas de los editores de sonido era mejorar la pronunciación en inglés del reparto internacional. Esto a veces implicaba poner juntas partes de diálogos de diferentes segmentos del filme para formar nuevas sílabas con la voz de los actores, algunos de los cuales hablablan parcialmente inglés fonético cuando interpretaban sus papeles. El logro de los editores de audio les ganó dos nominaciones a los premios Óscar, a Mejor sonido y Mejor montaje de sonido.

## Recepción
A pesar de la gran expectación anterior al estreno, las críticas de Memorias de una geisha fueron generalmente negativas. El filme alcanzó un 35% de aceptación en el sitio web especializado Rotten Tomatoes y un 54/100 en Metacritic.
En los Estados Unidos, la película recaudó sólo $57 millones de dólares durante su exhibición. El filme alcanzó las 1.654 pantallas contra King Kong, The Chronicles of Narnia: The Lion, the Witch and the Wardrobe y Fun with Dick and Jane. Durante su primera semana en estreno limitado, el filme se exhibía en sólo 8 salas de cine, consiguiendo $85,313 dólares en promedio por cine, haciéndola la segunda más alta detrás de Brokeback Mountain en el 2005. La recaudación internacional alcanzó en total $158 millones de dólares.
En Japón, la recepción fue mixta. Algunos japoneses expresaron su ofensa porque los tres personajes principales, geishas japonesas, fueron interpretadas por actrices chinas. Otros en Japón no estaban contentos con la forma en que retrataba el papel tradicional de la geisha, diciendo que era inexacta y occidentalizada. El experto que asesoró sobre geishas japonesas en la película dijo que no estaba hecha específicamente para una audiencia japonesa, y que cualquiera que conociera la cultura japonesa y la viera estaría "horrorizado". La película tuvo un éxito promedio de taquilla en Japón, a pesar de ser una película de alto presupuesto sobre la cultura japonesa.
Otros asiáticos defendieron el casting, incluida la principal estrella japonesa de la película, Ken Watanabe, quien dijo que "el talento es más importante que la nacionalidad".
En defensa de la película, Zhang dijo:

"Un director solo está interesado en elegir a alguien que cree que es apropiado para un papel. Por ejemplo, mi personaje tuvo que pasar de los 15 a los 35 años; ella tenía que poder bailar, y tenía que poder actuar, así que él necesitaba a alguien que pudiera hacer todo eso. También creo que, independientemente de si alguien es japonés, chino o coreano, todos habríamos tenido que aprender lo que es ser una geisha, porque casi nadie sabe lo que eso significa, ni siquiera los actores japoneses en la película.

Memorias de una geisha no estaba destinada a ser un documental. Recuerdo haber visto en un periódico chino un artículo que decía que solo habíamos pasado seis semanas para aprender todo y que eso no era respetuoso con la cultura. Es como decir que si estás interpretando a un atracador, tienes que robar a un cierto número de personas. Sin embargo, en mi opinión, de lo que se trata este tema es de los intensos problemas históricos entre China y Japón. Todo el tema es una mina terrestre. Quizás una de las razones por las que la gente hizo tanto alboroto por la película fue porque estaban buscando una manera de desahogar su ira".

El crítico de cine Roger Ebert señaló que la película fue realizada por una compañía de propiedad japonesa, y que Gong Li y Ziyi Zhang superaron a cualquier actriz japonesa incluso en la taquilla japonesa.

### Premios y nominaciones
Premios Óscar
- Ganó: Mejor Logro en Dirección de Arte.
- Ganó: Mejor Logro en Cinematografía.
- Ganó: Mejor Logro en Diseño de Vestuario.
- Nominada: Mejor Logro en Música Escrita para Película, Música Original.
- Nominada: Mejor Logro en Sonido.
- Nominada: Mejor Logro en Edición de Sonido.

Globos de Oro
- Ganó: Mejor Música Original - película (John Williams)
- Nominada: Mejor Actuación por una Actriz en una Película - Drama (Zhang, Ziyi)

National Board of Review
- Ganó: Mejor Actriz de Soporte (Gong Li)

Satellite Awards
- Ganó: Mejor Guion Adaptado (Robin Swicord)
- Nominada: Mejor Película, Drama
- Nominada: Mejor Director (Rob Marshall)
- Nominada: Mejor Actriz en una Película, Drama (Zhang Ziyi)
- Nominada: Mejor Actriz en un Papel de Soporte, Drama (Gong Li)
- Nominada: Mejor Dirección de Arte & Diseño de Producción (John Myhre)
- Nominada: Mejor Cinematografía (Dion Beebe)
- Nominada: Mejor Diseño de Vestuario (Colleen Atwood)
- Nominada: Mejor Música Original (John Williams)

Premios BAFTA
- Ganó: Premio Anthony Asquith, por logros en música para film (John Williams)
- Ganó: Cinematografía (Dion Beebe)
- Ganó: Diseño de Vestuario (Colleen Atwood)
- Nominada: Mejor actriz en un papel principal (Zhang Ziyi)
- Nominada: Diseño de Producción
- Nominada: Maquillaje y Cabello

Premios del Sindicato de Actores
- Nominada: Mejor Actuación de un Actor Femenino en un Papel Protagónico (Zhang Ziyi)

### Censura en China
Originalmente se había programado su estreno en los cines de la República Popular de China el 19 de febrero de 2006, pero fue suspendida. Fuentes periodísticas, tales como el periódico Dōngfāng Chénbào (“Diario Matutino Oriental”) de Shanghái y el Shanghai Qīngnián Bào (“Diario de la Juventud de Shangai”), citaron los temores de que la película fuera prohibida por los censores; había preocupación de que la selección de actrices chinas como geishas podría generar sentimientos antijaponeses y revivir sentimientos acerca de la segunda guerra sino-japonesa en China, especialmente por el uso de mujeres chinas en la prostitución. El 1 de febrero de 2006, la película fue finalmente prohibida en los cines de la República Popular de China.

## Banda sonora
La banda sonora oficial de la película presentó a Yo-Yo Ma interpretando los solos de violonchelo, así como a Itzhak Perlman interpretando los solos de violín. La música fue compuesta y dirigida por John Williams, quien ganó su cuarto premio Globo de Oro a la mejor partitura original.
Lista de canciones
1. "Sayuri's Theme" – 1:31
2. "The Journey to the Hanamachi" – 4:06
3. "Going to School" – 2:42
4. "Brush on Silk" – 2:31
5. "Chiyo's Prayer" – 3:36
6. "Becoming a Geisha" – 4:32
7. "Finding Satsu" – 3:44
8. "The Chairman's Waltz" – 2:39
9. "The Rooftops of the Hanamachi" – 3:49
10. "The Garden Meeting" – 2:44
11. "Dr. Crab's Prize" – 2:18
12. "Destiny's Path" – 3:20
13. "A New Name... A New Life" – 3:33
14. "The Fire Scene and the Coming of War" – 6:48
15. "As the Water..." – 2:01
16. "Confluence" – 3:42
17. "A Dream Discarded" – 2:00
18. "Sayuri's Theme and End Credits" – 5:06

## Diferencias con la novela
- En la novela, el presidente le da a Chiyo el dinero para el helado y ella se lo compra. Sin embargo, en la película, el presidente compra el helado él mismo.
- En el libro, Nobu tiene el rostro lleno de cicatrices y un solo brazo (producto de un atentado sufrido durante la ocupación japonesa de Corea en 1910), pero en la película no ha perdido ninguna extremidad. Su cara sigue cicatrizada, aunque no tanto como en el libro.
- Al igual que Nobu, Mamita es descrita en el libro como una mujer físicamente horrible. En la película es una mujer mayor de aspecto normal.
- En el libro se dice frecuentemente que las sirvientas también viven en la okiya con las protagonistas, mientras en la película las sirvientas sólo se ven el día que Chiyo debuta como Sayuri.
- La escena del incendio (el cuarto de Sayuri se incendia después de un altercado entre ella y Hatsumomo), que lleva a la expulsión de Hatsumomo de la okiya, no sucede en el libro. El libro describe la caída de Hatsumomo como una lenta caída en espiral que culmina con un empujón final de Mameha y Sayuri; Hatsumomo es expulsada de la okiya cuando, motivada por su envidia hacia Sayuri, ataca a un cliente importante durante una fiesta. En la novela se rumora además que Hatsumomo termina ejerciendo como prostituta, mientras que en la película su destino no es mencionado. La última escena de Hatsumomo en el filme es cuando deja la okiya después de que Sayuri y Mamita apagan el fuego, con Sayuri viéndola por la ventana mientras se va.
- En la novela, Sayuri nunca se deshace del pañuelo del Presidente, ya que es con éste como finalmente ella le revela su identidad. En la película, el pañuelo queda quemado casi en su totalidad cuando Hatsumomo lo pone sobre la vela que provoca el incendio de la okiya. Después de que Pumpkin la traiciona, Sayuri lo deja volar en el viento.
- El apodo cruel de Hatsumomo para Chiyo/Sayuri, "Pequeña Señorita Estúpida", no es usado en la película. Tampoco el nombre de geisha de Pumpkin (Hatsumiyo) ni el nuevo nombre de Satsu (Yukiyo).
- En la novela, es Sayuri quien le da a Pumpkin su apodo, pero en la película, Tía y Mamita la llaman así desde antes de que Sayuri llegara a la okiya.
- En la novela, es también Sayuri quien le da al Dr. Cangrejo su apodo, debido a su extraña forma de caminar. En la película, Mameha le dice a Sayuri que ese apodo se lo ganó con los años, sin explicar el motivo.
- En la película no se menciona cómo muere Abuela. En su lugar se dice que murió cuando Mameha llega a la okiya para discutir el entrenamiento de Chiyo como geisha. En el libro, ella muere electrocutada por un calentador que, irónicamente, compraron a la Compañía Eléctrica Iwamura. Mameha se encuentra por primera vez con Chiyo, la chica descrita por el presidente, visitando la okiya para dar sus condolencias.
- Las transiciones entre las diferentes etapas de la carrera de una geisha pasan rápidamente en el film; el mizuage no significa la "graduación" de maiko a geisha en el libro, aunque sí en la película (después del mizuage, cuando Sayuri regresa a la Okiya, Mamita le dice que ahora es una geisha completa).
- Casi no se hace mención sobre la carrera de Sayuri como geisha.
- En la novela, Sayuri y su hermana son vendidas después de que Chiyo se encuentra con el Sr. Tanaka Ichiro, un hombre cuya familia tenía una tienda llamada Compañía de Mariscos de Japón. Impactado por el color de sus ojos, el Sr. Tanaka convence al padre de Chiyo para vender a sus hijas. Los primeros minutos de la película omiten todos estos detalles y saltan directamente a la parte donde las dos niñas son separadas de su familia y llevadas a Kioto. El Sr. Tanaka y Kuniko, su hija, no aparecen en el filme, como tampoco la villa de Senzuru.
- En la novela, el hombre que Nobu le presenta a Sayuri es un ministro japonés, Sato. El ministro Sato es sustituido por el coronel estadounidense Derricks en la película.
- En la novela, no queda claro si Mameha sabe o no que el Barón desvistió a Sayuri, mientras que en la película ella lo sabe perfectamente.
- En la novela, Sayuri tiene dos danna, aunque no al mismo tiempo: el general Tottori y luego el presidente. Sayuri finalmente se une al último en Nueva York, residiendo permanentemente ahí y administrando una casa de té mientras el presidente viene y va. Se muda a Nueva York para evitar que el futuro yerno del Presidente no se case con su hija, pues el yerno cree que hay una posibilidad de que Sayuri haya tenido un hijo ilegítimo con el presidente y teme que en un futuro el presidente decida darle los derechos a su hijo biológico en lugar de a él.
- Cuando se cae del techo de la okiya después de intentar escapar para fugarse con Satsu, Chiyo no es golpeada. Tía se queda con ella mientras se recupera y le lee la carta del Señor Tanaka en la que se entera sobre la muerte de sus padres. Sin embargo, Chiyo sí es golpeada cuando Hatsumomo la acusa de robar dinero. Justo antes, Mamita golpea a Hatsumomo por tener un novio en la okiya.
- En vez de que Abuela de las golpizas, es Mamita quien lo hace. Como siempre, Tía interfiere para que Chiyo no sea golpeada tan duro.
- Cuando Mamita y Tía se enteran de que el kimono de Mameha ha sido arruinado supuestamente por Chiyo, Mamita vacía una cubeta de agua en Chiyo antes de golpearla severamente. Tía interfiere y la golpea ella para que Chiyo sufra menos. En la novela, la cubeta de agua le es vaciada después de su intento de escape y es Tía quien la agrede, pero en esta ocasión sí la golpea fuerte.
- En el libro, Sayuri avergüenza públicamente a Hatsumomo en una fiesta haciendo una broma sobre su cabello. En la película, Hatsumomo dice "una vez yo fui una maiko", a lo que Sayuri responde "claro, pero fue hace tanto, tanto, tanto, tanto tiempo...".
- Cuando Sayuri tiene que hacerse un corte en la pierna para hablar con el Dr. Cangrejo, es Mameha quien obliga y ayuda a Sayuri a hacerse la herida. En el libro, son una sirvienta de Mameha y una cocinera de su antigua okiya las encargadas de hacerlo.
- Antes de que Mameha visitara a Mamita para hablar del entrenamiento de Chiyo, Pumpkin ya se había convertido en maiko. En el libro Pumpkin aún no lo era y ni siquiera era considerada por Hatsumono para que fuera su aprendiz.
- El mizuage de Mameha cuesta 10.000 yenes en la película y entre 7.000 y 8.000 yenes en el libro. También en el libro, el mizuage de Sayuri cuesta 11.500 yenes, pero son 15.000 en la película.
- En el libro, Chiyo/Sayuri es nacida en el año del Mono, pero en la película, es del año del gallo.
- En la película, después de la Segunda Guerra Mundial, Pumpkin ya está influenciada por la cultura norteamericana (bebe mucho sake, habla como americana y disfruta la música jazz).
- La película no termina con Sayuri migrando a Nueva York con el presidente. En su lugar, el final tiene a Sayuri y al Presidente besándose y caminando junto al río, implicando que ella es aún geisha.
- En la novela, cuando Hatsumomo intenta que echen a Chiyo de la okiya por robo, le planta dinero y luego dice que Chiyo le ha robado su broche para el obi, aunque, años más tarde, el broche es descubierto de su escondite. En la película no hay broche.
- La danza que hace Sayuri antes del mizuage, que está basada en la historia de un cortesano cuya esposa muere de frío mientras su esposo va a ver a su amante, es realizada por Mameha en la novela. El baile de Sayuri en el libro es acerca de una doncella que se enamora de un príncipe delfín encantado, el cual conmueve al Presidente hasta las lágrimas.
- El hanamachi ("pueblo flor", lugar donde las geishas viven y entretienen) en el que está situado la okiya Nitta no es nombrado en la película, sólo se dice que Sayuri y las otras geishas viven en Miyako (Kioto). En la novela, se establece que la okiya Nitta está en el hanamachi de Gion.
- En la película Hatsumomo interactúa con el Barón, el danna de Mameha, pero en la novela nunca lo conoce. En la misma ocasión, un baile de Sayuri en la casa de té, con Mameha tocando el shamisen, no aparece en la novela.
- Sayuri y Mameha nunca confrontan al Dr. Cangrejo para aclararle que las historias difamatorias que Hatsumono ha difundido sobre Sayuri son falsas, de las cuales se enteran a través de Pumpkin. En cambio, después del baile de Sayuri, al que el doctor asiste, ella simplemente le pide que nunca le crea a Hatsumomo.
- Uchida, el pintor amigo de Mameha, no aparece en la película. El póster de Sayuri en el papel principal en el baile es mostrado cuando Hatsumomo escucha rumores sobre ello. Se implica que Sayuri no sabe de eso porque cuando Hatsumomo arranca el póster de la pared y se lo muestra a Mamita y Tía, Sayuri lo toma y lo ve con incredulidad.
- La Señora Kishino, la mujer anciana viviendo en el Tatsuyo, no aparece en el filme.
- En la novela, cuando Hatsumomo sigue a Sayuri con la intención de arruinar su carrera como geisha, es escuchada diciendo una historia vergonzosa (la cual pretende hacer pasar como víctima a Sayuri) a un cliente cuando está en presencia de Sayuri. Esto no se ve en la película.
- En la novela, Sayuri sufre de aerofobia y se pone a llorar cuando sube a un avión por primera vez. En la película no ocurre esto.
- En la película, el presidente ayuda a Sayuri a conseguir un trabajo seguro después del cierre de la okiya durante los últimos años de la guerra. En la novela, es Nobu quien se ocupa de ello, luego de que Sayuri no pudiera obtener ayuda del general Tottori, su danna.